# 西城賢策
西城 賢策（さいじょう けんさく、1951年〈昭和26年〉3月11日 - ）は、日本の政治家。三笠市長（3期）。

## 来歴
1951年（昭和26年）3月11日、北海道三笠市で生まれる
北海道三笠高等学校卒業後、1969年（昭和44年）、三笠市役所に奉職。
三笠市職員として採用後、企画部振興開発課振興開発係長、ふれあい健康センター保健福祉センター次長兼介護支援センター次長、市立三笠総合病院事務局管理課長、経済建設部商工観光課長、経済建設部長、総務部長などを歴任
2007年（平成19年）10月15日、三笠市議会の臨時会で三笠市副市長に選任され、三笠市副市長に就任。
2015年（平成27年）4月26日に執行された、小林和男の任期満了に伴う三笠市長選挙に出馬し、無投票で初当選。
2019年（平成31年）4月14日に告示された、任期満了に伴う三笠市長選挙に出馬し、無投票で再選。
2023年（令和5年）4月23日に執行された、任期満了に伴う三笠市長選挙に出馬し、元市議を破り三選。